# 平木隆三
平木 隆三（ひらき りゅうぞう、1931年10月7日 - 2009年1月2日）は、大阪府堺市浜寺出身の元サッカー選手（DF）・コーチ・監督。
1993年Jリーグ開幕当時の名古屋グランパスエイト監督。

## 来歴

### 現役時代
実家は浜寺で鉄工所を経営し、5人兄弟の三男として生まれる。岸和田高校入学時の1948年から本格的にサッカーを始め、1950年には全国高等学校サッカー選手権大会に大阪府代表として出場し、インサイドFWでベスト4進出に貢献。高校卒業後は1951年に関西学院大学へ進学し、9月には早稲田大学との定期戦でレギュラーDFとなる。秋の関西学生リーグと12月の東西学生王座決定戦では優勝を飾るが、この時のFWに長沼健がいた。3年次の1953年には西ドイツ・ドルトムントで開かれたユニバーシアードに出場し、4年次の1954年に日本代表デビュー。3月のワールドカップスイス大会予選の韓国戦に出場し、5月に第2回アジア大会代表になって以来、10年間代表選手として活躍。1956年にはメルボルン五輪アジア予選で韓国と2試合を戦った後に抽選で代表となるが、11月の本大会は1回戦でオーストラリアに0-2で敗退。天皇杯でも2度の優勝を経験し、大学卒業後の1957年に湯浅電池へ入社し、10月には代表の中国遠征に参加。1958年に古河電気工業へ移籍すると、5月には第3回アジア大会に参加し、1959年12月にはローマ五輪アジア予選で韓国戦を1勝1敗（0-2、1-0）も得失点差で敗退。1960年には天皇杯で企業チーム初の優勝を果たし、同年夏の日本代表欧州ツアーではデットマール・クラマーから初めて指導を受けた。1961年には企業チーム初の天皇杯連覇を達成するが、1962年8月には第4回アジア大会に出場も1勝2敗で1次リーグ敗退に終わり、1963年からは監督を兼任。1964年の東京五輪では2度目の五輪代表メンバーに選出され、怪我のため試合出場は無かったが、主将としてベスト8進出に貢献。
1965年には新しく誕生した日本サッカーリーグで古河は3位となり、選手としては1966年を含めて合計6試合に出場。
1965年は日本ユース代表監督も兼任し、自国開催となったアジアユース選手権を指揮。3月19日から選考合宿が行なわれ、第1次合宿で代表18人に絞り、さらに4月24日開幕の大会に向けて、ほぼ途切れな 2次3次の強化合宿を行ない、そのまま大会に臨むという、ハードなスケジュールであった。駒沢で行われた4月24日の開会式には皇太子明仁と佐藤栄作首相が出席して祝辞を述べ、開会式後のフィリピン戦では立ち上がりから押し気味に進め、24分に柴田宗宏（浦和高）の左からの折り返しを山田弘が決めて先制。30分にも山田がミドルシュートで2-0とし、後半も吉水法生、柴田、石井宏衛（立教大学）と攻撃陣が着実に加点して、5-0と幸先の良いスタートを切った。2日後にはグループの2位以内を決定する重要な試合と見られた香港戦が行なわれ、初戦に快勝していたが、平木は香港を警戒して布陣を変更。守備の苦手な岡本栄夫、吉永をひっこめ、山田を先鋒に、石井を右に回し、ゴール前で強い内山幸男を左に、相手キーマンのマークに気性の激しい羽山穣（立教大学）を入れたが、4-1-2-4のシステムも選手に十分な理解がなかった。この変更は効を奏さず、マークするはずの相手のキーマンにかきまわされて失点。回数が多い割に淡白な攻撃に終始して決定機は少なく、無得点のまま終了。続く対戦相手のイスラエルは、ここまで3戦全勝、ベトナム（5-0）、フィリピン（8-1）に大勝し、前日には香港も3-1で下して、力のあるところを示していた。平木は布陣をほぼ初戦に戻し、石井は右のまま、左ウイングには湯口栄蔵を起用して臨んだ。雨の中で双方チャンスを物にできず前半は0-0で終了するが、後半の立ち上がりに相手のスピードある個人技に意表を突かれて立て続けに失点してしまった。反撃を試みるが、終盤に山田のロングシュートによる1点にとどまり、1-2で敗れる。この結果、準決勝進出は極めて難しくなり、最終戦のベトナム戦は気を取り直して2-1で勝利を挙げるが、結局グループ3位に終わる。
1966年からは選手専任に戻ったが、同年限りで現役を引退。
日本代表では国際Aマッチ27試合1得点、Bマッチ3試合、Cマッチ40試合に出場した。

### 指導者時代
引退後は日本ユース代表監督（1967年 - 1969年）、メキシコシティー・ミュンヘン・モントリオール日本代表コーチ（1967年 - 1968年, 1971年, 1975年）、日本B代表監督（1974年）、日本サッカー協会理事（1976年 - 1988年4月）→専務理事（1988年5月 - 1991年）、名古屋グランパスエイト監督（1992年 - 1993年）を歴任。メキシコ五輪では対戦相手の偵察や戦力分析に手腕を発揮し、銅メダル獲得に貢献。1969年には第1回FIFAコーチングスクール（千葉・検見川）でクラマーの下でコーチを務める。
2期目のユース監督時代、1967年・1968年・1969年と3年連続でアジアユースを指揮。
1967年初戦の相手ビルマは前回大会でもイスラエルと優勝を分けている強豪で、ボールテクニックの高さは大会屈指であったため、平木はビルマに押されることを想定して、守備を固めた布陣にする。試合は予想通り、8割方ボールを支配され、前半の日本のチャンスは15分に三浦孝一が奪ったボールを大きく右に出し、松永章が持ち込みシュートの直前で潰された場面くらいであった。20分すぎには攻め込んだ後にカウンターを受けて、相手CFに決められたが、その後も押されながら、GK外山純の好守もあり、0-1のまま終了。試合展開を考えれば善戦といって良い結果であったが、2日後の台湾戦は、ディフェンスのメンバーは変えず、スイーパーを置かない普段のシステムで、攻撃陣は右に桑原隆、左に井沢千秋、センターに沼野洋一郎、攻撃的MFに松永と藤枝東中心とした。日本は好調な入りで15分までに数度のチャンスを作ったが、得点には至らなかった。半ばを過ぎると台湾にペースを奪われ、24分、30分と立て続けに失点したが、後半4分に村越旅人のクロスに松永がヘッドで合わせて大会初ゴール、9分にも桑原からのボールが飛び込んで同点に追いつく。その後も一進一退ながら、残り10分を過ぎると足が止まり始め、台湾に押し込まれ、ミスから勝点を許してしまった。グループリーグ最終戦のシンガポール戦は4日後と、余裕のある日程で、FWに大和田修二、山田洋一を初めて起用して臨んだ。この日も立ち上がり好調で、チャンスを掴むが、物にできなかった。徐々に押し込まれた分FKを直接決められて失点し、後半に交代出場した平沢がよく動いてチャンスをつくるが、やはり得点に結ばなかった。6分にはカウンターを受けて2点目を許し、全体的には日本が優勢の展開ながら、0-2のまま敗れ、3戦全敗でグループ最下位に終わった。帰国後、平木は日本サッカー協会への報告書で、日本の改善点として、個人技のまずさ、1対1の戦いの弱さ、連係プレーの欠如、チームリーダーの必要性を挙げ、全ての面でアジアで劣っていることを示した。大会参加国のランキングは、Aクラスがイスラエル・ビルマ・インドネシア・インド、Bがタイ・ベトナム・韓国、香港、Cはシンガポール・マレーシア・台湾、日本はセイロン・フィリピンと共にDクラスであった。
1968年初戦は優勝候補の一角であったタイ戦で、守備に重点を置いた5-2-3の布陣であったが、相手がスイーパーを置くようなら、本来の4-2-4となる作戦であった。前半は日本の作戦通り、ディフェンス陣が相手FWを厳しくマークし、FWもよく走って互角の試合を展開するが、次第に相手がクロスを放り込んでくると対処が難しくなり、前半終了間際に失点する。後半にも開始直後にCKからの攻撃をハンドで止めてしまいPKになり、これを決められて0-2となる。この後は日本もチャンスをつくり、張正博、上野正篤らがゴールに迫るが、相手GKの好守などで得点できず、逆にロスタイムに反撃されて3点を許した。第2戦の地元韓国戦はタイよりさらに強いと見られる相手であり、代表コーチのクラマーも加わって、そのアドバイスを受け、GK、スイーパー、CFと縦のラインが入れ換わる布陣になった。この日も前半は集中力が高く、押されながらしっかりした守りで決定的なチャンスは与えなかったが、後半開始直後に左からのクロスをクリアミス、混戦から取り込まれて失点。その直後には右サイドの崩しから小松一雄がクロスを上げると、これがGKの頭上を抜けてゴールインするが、不可解な判定でゴールは認められない。後半30分には右からのクロスをボレーで打たれ、DFに当たってゴール。さらに15分にも相手CFの個人技から3点目を決められて、0-3でタイムアップとなった。健闘は光ったが、力の差は歴然であった。香港とのグループ最終戦は負傷の癒えたキャプテンの宮本和郎が復帰して細川五郎に代わり、それ以外は韓国戦と同様のメンバーで、高橋正行と川畑博がポジションをチェンジし、張はより攻撃的にプレーする作戦であった。立ち上がりは探り合いとなり、15分に張のパスから四谷和幸が抜け出すが、シュートをGKの正面に蹴ってしまう。さらに、チャンスがGKの好守に阻まれる。後半は疲れから動きが悪くなるが、ディフェンス陣が踏ん張り、結局0-0のまま終了。初勝ち点は手にしたものの、1分2敗でグループ最下位で、得点は3試合でゼロに終わった。1次合宿前26人を選抜した時点で、平木は「久しぶりに将来有望な人材が数多くて楽しみ」と語ったが、この大会のメンバーから後に日本代表入りするのは3人。うち2人は栗本直、望月博志のGKでともに代表での試合はならなかった。フィールドプレーヤーではこの時まだ山陽高在学中の崎谷誠一が、翌年新日鐵入りして1970年代初めにAマッチ3試合含む7試合にプレーしたのみであった。
3年目の1969年は八重樫茂生がコーチに就任し、平木を補佐すると同時に選手に大きな影響を与えた。初戦はオープニングゲームのタイ戦で、優勝候補の相手に対して、風上に立ったが、タイは空中戦の強いFWをめがけてクロスを放り込んでくる。11分にはそのこぼれ球から先制点を決められ、その後もタイの放り込みに苦戦するが、2分にFKから崎谷が放ったシュートがポストに当たったこぼれを千葉進が押し込んで同点にする。しかし、前半終了間際に再びリードを許してしまい、後半は日本の疲労が目立ち、49分、56分と中央を割られて失点し、1-4と完敗を喫した。2日後のシンガポール戦ではタイ戦で後半途中から交代出場したGK菅原哲、MF荒井公三（県広島工）がそのまま入り、木本積に代わって平田生雄（広島皆実）、FWは得点源と期待されながら、初戦は体調不良で欠場した市川三雄がCFに入った。立ち上がりから動きが良く、パスも確実につながって日本ペースになり、8分には崎谷のパスに市川が走り込んで右から折り返し、これを荒井がダイレクトで決めて先制する。さらに、自分には相手のミスを突いて市川が持ち込んで追加点を決めたが、30分にハンドからPKを与えて2-1とされると動きが鈍くなる。後半は相手に主導権を握られ再三のピンチを招くが、バーに当たるなど幸運にも助けられ、74分にはFKから市川がキープして中央に入れると、これを小原秀男（県広島工）が決めて3-1とした。この後も押されて1点を返されるが、何とか3-2で逃げ切った。実に4大会ぶりの勝利となり、グループ最終戦でタイがシンガポールを下して、日本は第2回大会以来のグループ突破を決めた。準々決勝の相手はD組で3戦全勝の強豪ビルマで、特に中盤が強く、藤島信雄を上げ、休養分の古前田充と組ませる。シンガポール戦で3得点に絡んだ市川が練習で負傷し、シュート力のある大谷栄一（修道）を起用した。開始3分で失点するが、その後は粘り強く守り、27分には古前田が相手ミスを突いて冷静に決めて同点とした。しかし、後半も55分を過ぎて1点を奪われると、大きく崩れて立て続けに失点し、最終的には1-5と引き離されてしまった。それでも、今回のユース代表からは後に藤島、荒井、河野和久（山陽）、須佐耕一、崎谷、古前田、大谷の7人が日本代表となり、代表には入らなかったが、河本博（広島市商→八幡）、小原（東洋工業）などJSLで長く活躍した選手もおり、選手の発掘で成果が上がった。
日本B代表監督としては1974年のマラハリムカップ（ インドネシア）でチームを優勝に導く。同大会は地元のクラブチームや、東南アジア各国からクラブ、選抜チームが参加。日本は1次リーグを3戦全勝で突破し、2次リーグもタイとベトナムのチームを下し準決勝に進出。ここで1次リーグでも対戦して6-1で大勝していたバンダン（インドネシア）と再び当たり、3-1で下して決勝へ進出。相手は大会のメイン会場のあるメダンの地元チームで、スタジアムのキャパシティである3万人をはるかに超える観客が詰めかけ、陸上トラックまで人が侵入するなど異様な雰囲気の中で行なわれた。試合は前半日本が押しながら得点がなく、後半は逆に押されるがしのいで0-0のまま延長戦に突入。ここでも両者決定力を欠いて、決着はPK戦に持ち越されたが、GK垣内の活躍もあり4-3で日本が勝ち優勝。これまで、アジア大会など公式なものばかりでなく、マレーシア主催のムルデカ大会などでも、優勝という結果を残したことのなかった日本サッカーにとって、初めてのタイトル獲得と関係者は喜んだ。この後の5月には韓国の朴大統領杯、6月にはインドネシアで行なわれたジャカルタ・アニバーサリー大会に出場。メンバーを入れ替えながらも、23歳以下の選抜チームで参加したが、共に1勝もできずにグループステージで敗退している。
また、日本サッカー協会のフロントマンとしても活躍し、天皇杯全日本サッカー選手権大会を現在のように協会登録チーム全てに出場資格を与える制度改正や、選手の年齢別チーム登録の推進など、現在の日本サッカーのシステム構築に地道に取り組んだという。1972年に天皇杯の改革、JFA加盟全チーム参加への道を開き、その推進力となると、1976年からはJFA理事として、長沼専務理事の下に選手登録制度の改革を実施。日本サッカー協会技術委員長時代には自国開催の1979 FIFAワールドユース選手権に携わった。
名古屋監督1年目にJリーグのプレマッチとして行われたJリーグカップは、ジョルジーニョ、小倉隆史、森山泰行、中西哲生、岡山哲也らが活躍。中でも小倉は5得点を決め、3位の成績を収めた。なお、この年の天皇杯では、翌年のJリーグ参加が決定していた10チームの中で唯一1回戦で敗退した。2年目の1993年はハンス・オフトの助言を受けた小倉がオランダへ留学した。5月2日のプレシーズンマッチ・SSラツィオ戦では、浅野哲也とリネカーのゴールによって日本のクラブチームとして初めてセリエAのチームに2-1で勝利。同16日にJリーグ開幕戦を迎え、鹿島にジーコのハットトリックを喫するなど0-5で敗れる。19日の第2節で浦和を相手に初勝利、チーム初得点は森山泰行であった。序盤は勝利数が先行するも、7月には敗戦数が勝利数を上回る借金生活となる。司令塔のジョルジーニョ頼みでチーム戦術も乏しく、期待されたリネカーも怪我がちで7試合に出場して1得点で終わり、終盤には病気での入院を理由にチームを離れ、最終的には成績不振で辞任した。
2005年に第1回日本サッカー殿堂入り。
晩年は愛知の東海スポーツサッカークラブの顧問にも就任し、若手の育成にも力を注いでいた。
2009年1月2日午前1時3分、重症肺炎のため愛知県豊田市の病院で死去。77歳没。

## 所属クラブ
- 大阪府立岸和田高等学校
- 関西学院大学
- 1957年 湯浅電池
- 1958年 - 1966年 古河電工

## 個人成績
日本サッカーリーグ
| 国内大会個人成績 | 国内大会個人成績 | 国内大会個人成績 | 国内大会個人成績 | 国内大会個人成績 | 国内大会個人成績 | 国内大会個人成績  | 国内大会個人成績  | 国内大会個人成績 | 国内大会個人成績 | 国内大会個人成績 | 国内大会個人成績 |
| 年度             | クラブ           | 背番号           | リーグ           | リーグ戦         | リーグ戦         | リーグ杯          | リーグ杯          | オープン杯       | オープン杯       | 期間通算         | 期間通算         |
| 年度             | クラブ           | 背番号           | リーグ           | 出場             | 得点             | 出場              | 得点              | 出場             | 得点             | 出場             | 得点             |
| 日本             | 日本             | 日本             | 日本             | リーグ戦         | リーグ戦         | -                 | -                 | 天皇杯           | 天皇杯           | 期間通算         | 期間通算         |
| ---------------- | ---------------- | ---------------- | ---------------- | ---------------- | ---------------- | ----------------- | ----------------- | ---------------- | ---------------- | ---------------- | ---------------- |
| 1965             | 古河             |                  | JSL              |                  | 0                | -                 | -                 |                  |                  |                  |                  |
| 1966             | 古河             |                  | JSL              |                  | 0                | -                 | -                 |                  |                  |                  |                  |
| 通算             | 日本             | 日本             | JSL              | 6                | 0                | -\|\|\|\|\|\|\|\| | -\|\|\|\|\|\|\|\| |                  |                  |                  |                  |
| 総通算           | 総通算           | 総通算           | 総通算           | 6                | 0                | -\|\|\|\|\|\|\|\| | -\|\|\|\|\|\|\|\| |                  |                  |                  |                  |

## 代表歴

### 出場大会
- 1954 FIFAワールドカップ・予選
- アジア競技大会（1954、1958、1962）
- メルボルンオリンピック
- ローマオリンピック予選
- 1962 FIFAワールドカップ・予選

### 試合数
- 国際Aマッチ 30試合 1得点（1954-1962）[1]

| 日本代表 | 国際Aマッチ | 国際Aマッチ | その他 | その他 | 期間通算 | 期間通算 |
| 年       | 出場        | 得点        | 出場   | 得点   | 出場     | 得点     |
| -------- | ----------- | ----------- | ------ | ------ | -------- | -------- |
| 1954     | 3           | 0           | 0      | 0      | 3        | 0        |
| 1955     | 4           | 0           | 3      | 0      | 7        | 0        |
| 1956     | 3           | 0           | 2      | 0      | 5        | 0        |
| 1957     | 0           | 0           | 7      | 0      | 7        | 0        |
| 1958     | 4           | 0           | 1      | 0      | 5        | 0        |
| 1959     | 10          | 1           | 7      | 1      | 17       | 2        |
| 1960     | 1           | 0           | 12     | 1      | 13       | 1        |
| 1961     | 2           | 0           | 5      | 0      | 7        | 0        |
| 1962     | 3           | 0           | 4      | 0      | 7        | 0        |
| 通算     | 30          | 1           | 41     | 2      | 71       | 3        |

### 出場
| No. | 開催日         | 開催都市         | スタジアム                 | 対戦相手       | 結果       | 監督                             | 大会               |
| --- | -------------- | ---------------- | -------------------------- | -------------- | ---------- | -------------------------------- | ------------------ |
| 1.  | 1954年03月14日 | 東京都           | 明治神宮外苑競技場         | 韓国           | △2-2       | 竹腰重丸                         | ワールドカップ予選 |
| 2.  | 1954年05月01日 | マニラ           |                            | インドネシア   | ●3-5       | 竹腰重丸                         | アジア大会         |
| 3.  | 1954年05月03日 | マニラ           |                            | インド         | ●2-3       | 竹腰重丸                         | アジア大会         |
| 4.  | 1955年01月02日 | ラングーン       |                            | ビルマ         | △1-1       | 竹腰重丸                         | 国際親善試合       |
| 5.  | 1955年01月08日 | ラングーン       |                            | ビルマ         | △1-1       | 竹腰重丸                         | 国際親善試合       |
| 6.  | 1955年01月11日 | ラングーン       |                            | ビルマ         | ○1-0       | 竹腰重丸                         | 国際親善試合       |
| 7.  | 1955年10月09日 | 東京都           | 後楽園競輪場               | ビルマ         | △0-0       | 竹腰重丸                         | 国際親善試合       |
| 8.  | 1956年06月03日 | 東京都           | 後楽園競輪場               | 韓国           | ○2-0       | 竹腰重丸                         | オリンピック予選   |
| 9.  | 1956年06月10日 | 東京都           | 後楽園競輪場               | 韓国           | ●0-2(延長) | 竹腰重丸                         | オリンピック予選   |
| 10. | 1956年11月27日 | メルボルン       |                            | オーストラリア | ●0-2       | 竹腰重丸                         | オリンピック       |
| 11. | 1958年05月26日 | 東京都           | 東京蹴球場                 | フィリピン     | ●0-1       | 川本泰三                         | アジア大会         |
| 12. | 1958年05月28日 | 東京都           | 国立霞ヶ丘競技場陸上競技場 | 香港           | ●0-2       | 川本泰三                         | アジア大会         |
| 13. | 1958年12月25日 | 香港             |                            | 香港           | ●2-5       | 竹腰重丸                         | 国際親善試合       |
| 14. | 1958年12月28日 | クアラルンプール |                            | マラヤ         | ●2-6       | 竹腰重丸                         | 国際親善試合       |
| 15. | 1959年01月04日 | ペナン           |                            | マラヤ         | ○3-1       | 竹腰重丸                         | 国際親善試合       |
| 16. | 1959年01月10日 | シンガポール     |                            | シンガポール   | ○4-3       | 竹腰重丸                         | 国際親善試合       |
| 17. | 1959年01月11日 | シンガポール     |                            | シンガポール   | ●2-3       | 竹腰重丸                         | 国際親善試合       |
| 18. | 1959年08月31日 | クアラルンプール |                            | 香港           | △1-1(延長) | 竹腰重丸                         | ムルデカ大会       |
| 19. | 1959年09月02日 | クアラルンプール |                            | 香港           | ●2-4       | 竹腰重丸                         | ムルデカ大会       |
| 20. | 1959年09月03日 | クアラルンプール |                            | シンガポール   | ○4-1       | 竹腰重丸                         | ムルデカ大会       |
| 21. | 1959年09月05日 | クアラルンプール |                            | 韓国           | △0-0       | 竹腰重丸                         | ムルデカ大会       |
| 22. | 1959年09月06日 | クアラルンプール |                            | 韓国           | ●1-3       | 竹腰重丸                         | ムルデカ大会       |
| 23. | 1959年12月13日 | 東京都           | 後楽園競輪場               | 韓国           | ●0-2       | 竹腰重丸                         | オリンピック予選   |
| 24. | 1959年12月20日 | 東京都           | 後楽園競輪場               | 韓国           | ○1-0       | 竹腰重丸                         | オリンピック予選   |
| 25. | 1960年11月06日 | ソウル           |                            | 韓国           | ●1-2       | デットマール・クラマー（コーチ） | ワールドカップ予選 |
| 26. | 1961年05月28日 | 東京都           | 国立霞ヶ丘競技場陸上競技場 | マラヤ         | ○3-2       | 高橋英辰                         | 国際親善試合       |
| 27. | 1961年06月11日 | 東京都           | 国立霞ヶ丘競技場陸上競技場 | 韓国           | ●0-2       | 高橋英辰                         | ワールドカップ予選 |
| 28. | 1962年08月25日 | インドネシア     |                            | タイ           | ○3-1       | 高橋英辰                         | アジア大会         |
| 29. | 1962年08月29日 | インドネシア     |                            | インド         | ●0-2       | 高橋英辰                         | アジア大会         |
| 30. | 1962年09月12日 | クアラルンプール |                            | パキスタン     | △1-1       | 高橋英辰                         | ムルデカ大会       |

### 得点数
| # | 年月日       | 開催地                       | 対戦国       | スコア | 結果 | 試合概要     |
| - | ------------ | ---------------------------- | ------------ | ------ | ---- | ------------ |
| 1 | 1959年9月3日 | マレーシア、クアラルンプール | シンガポール | ○ 4-1  | 勝利 | ムルデカ大会 |

## 監督成績
| 年度 | 所属 | クラブ | リーグ戦 | リーグ戦 | リーグ戦 | リーグ戦 | リーグ戦 | リーグ戦 | カップ戦   | カップ戦 |
| 年度 | 所属 | クラブ | 順位     | 試合     | 勝点     | 勝利     | 引分     | 敗戦     | ナビスコ杯 | 天皇杯   |
| ---- | ---- | ------ | -------- | -------- | -------- | -------- | -------- | -------- | ---------- | -------- |
| 1963 | -    | 古河   | -        | -        | -        | -        | -        | -        | -          | 推薦辞退 |
| 1964 | -    | 古河   | -        | -        | -        | -        | -        | -        | -          | 優勝     |
| 1965 | JSL  | 古河   | 3位      | 14       | 20       | 10       | 0        | 4        | -          | ベスト8  |
| 1992 | J    | 名古屋 | -        | -        | -        | -        | -        | -        | ベスト4    | 1回戦    |
| 1993 | J    | 名古屋 | 9位      | 36       | -        | 12       | -        | 24       | 予選リーグ | ベスト8  |

その他
- 全国都市対抗サッカー選手権大会 優勝（1964年）